# Rozália Klein Schodelné
Rozália Schodelné Klein (Cluj-Napoca, Transsilvània, 29 de setembre, 1811 – Nyáregyháza, comtat de Pest (Hongria), 29 de setembre, 1854), va ser la primera cantant d'òpera hongaresa coneguda internacionalment (soprano de coloratura dramàtica).

## Biografia
Era el filla "il·legítima" dels actors, que va ser adoptat pel marit de la llevadora que va dirigir el seu naixement, el músic János Klein. János Schodel, que aleshores era professor de música a Cluj, la va ensenyar des dels cinc anys, també va ser estudiant de la "música" local, després va estudiar interpretació a Viena i, finalment, després del seu matrimoni el 1826, Schodel la va portar a Itàlia per aprendre el repertori italià d'autèntics mestres.
La parella es va establir a Bratislava, on va debutar l'any 1829, als divuit anys, en el paper d'Agatha (Weber: Der Freischütz). A partir de 1833, va aparèixer als teatres Kärtnertor i Josephstädter de Viena. Mentrestant, va fer aparicions com a convidat per tot Europa. El 26 de setembre de 1836 va donar un concert benèfic al Teatre Nacional de Cluj. A la primavera de 1837, va aparèixer al Teatre Alemany de Pest, i després va ser contractat pel Teatre Hongarès de Pest, que es va inaugurar a l'agost. Es va convertir en la soprano número u de la troupe, tot i que estava en el foc creuat d'atacs constants, la seva rival era Róza Déryné Széppataki, que tenia menys talent per cantar i era més gran. El seu marit va rebre el càrrec de "director en cap d'òpera" al teatre. El 1840, va cantar la gran ària de la Norma de Bellini a l'arbre llavors anomenat Viharbükk, un lloc de pícnic popular per als actors de l'època, com a resultat del qual l'arbre i el lloc s'han anomenat des de llavors Normafa. El 1841, a causa dels constants atacs (a més de Déryné, també per la seva relació amb el polític Pál Nyáry), va anar de gira per Alemanya i els Països Baixos, però també va arribar al Covent Garden de Londres. El 1843, per invitació del nou director nomenat, András Bartay, va tornar a ser membre de la tropa hongaresa de Pest fins a la seva jubilació. El 27 de juny de 1849, va prendre el seu darrer comiat del públic en el paper de Lady Macbeth del (Macbeth de Verdi; després va tornar a la finca de Pál Nyáry, després de la detenció de Nyáry el 1851, va passar a ser gerent de la granja. Va morir en el seu quaranta-tres anys, els Nyáryak la van enterrar a la seva pròpia tomba, a la finca Nyáreghyáz.

## Rols principals
- András Bartay: Csel - Ida
- Donizetti: Lucrezia Borgia - paper principal
- Bellini: Romeu i Julieta - paper principal
- Verdi: Macbeth - Lady Macbeth
- Ferenc Erkel: László Hunyadi – Erzsébet Szilágyi (també va cantar a l'estrena)
- Bellini: Norma - paper titular
- Donizetti: Linda di Chamounix - paper principal
- Donizetti: L'elisir d'amore - Adina
- Károly Thern: El setge de Tihany - Izonda

## La seva memòria
La seva làpida es troba a Nyáregyháza, el seu bust de bronze es pot trobar davant de l'escola primària Nyáry Pál.